# Олександр Домінік Любомирський
Александер Домінік Любомирський (пол. Aleksander Dominik Lubomirski; 1693 — 1720) — князь, державний, політичний і військовий діяч Речі Посполитої. Представник князівського роду (шляхетського походження) Любомирських гербу Шренява, 5-й Острозький ординат. Старший брат Маріанни Санґушко з Любомирських.
Після його смерті острозьким ординатом став швагро Павел Кароль Санґушко.
Посідав Вісьнич, Дубно, Заслав. Був маршалком великим коронним, старостою Сандомира, Затору, Риків.